# Rinconada megye
Rinconada egy megye Argentínában, Jujuy tartományban. A megye székhelye Rinconada.

## Települések
Nagyobb települések (Municipios)
- Rinconada
- Lagunillas del Farallón
- Nuevo Pirquitas
- Liviara
- Santa Ana
- Mina Pirquitas

Falvak ( Parajes)
- Antiguyoc
- Barrealito
- [arahuasi
- Casa Colorada
- Ciénaga Grande
- Icacha
- Lagunillas
- Loma Blanca
- Mina Ajedrez
- Mina Pan de Azúcar
- Nazareno
- Orosmayo
- Pairique Chico
- Peñas Blancas
- Pirquitas
- Portezuelo
- Rosario de Susques
- Rosario de Coyahuaima
- Ramallo
- San José
- Tiomayo